# Brett Ratner
Brett Ratner (Miami Beach, 28 maart 1969) is een Amerikaans filmregisseur en videoclipregisseur.

## Carrière
Ratner begon met het regisseren van videoclips voordat hij commercieel succes behaalde met de actie-comedy Rush Hour (1998), met daarin Jackie Chan en Chris Tucker. Er werd overwogen om Ratner X-Men (2000) en Superman Returns te laten regisseren, beide films werden uiteindelijk echter geregisseerd door Bryan Singer. Nadat Singer de X-Men-franchise verliet om Superman Returns te regisseren werd Ratner regisseur van X-Men: The Last Stand.
In 2017 kreeg Ratner een ster op de Hollywood Walk of Fame.
Ratner werd in het najaar van 2017 beschuldigd van grensoverschrijdend gedrag, seksueel misbruik en het doen van homofobe uitspraken door onder anderen actrices Olivia Munn en Ellen Page.

## Filmografie

### Films
- Whatever Happened to Mason Reese (1990)
- Money Talks (1997)
- Rush Hour (1998)
- The Family Man (2000)
- Rush Hour 2 (2001)
- Red Dragon (2002)
- After the Sunset (2004)
- X-Men: The Last Stand (2006)
- Rush Hour 3 (2007)
- New York, I Love You (2008)
- Tower Heist (2011)
- Hercules (2014)

### Videoclips
- Nuttin' But Love (1994) (Heavy D & the Boyz)
- Triumph (1997) (Wu-Tang Clan)
- I Still Believe (1998) (Mariah Carey)
- Beautiful Stranger (1999) (Madonna)
- Heartbreaker (1999) (Mariah Carey)
- Thank God I Found You (2000) (Mariah Carey)
- Diddy (2001) (P. Diddy)
- It's Like That (2005) (Mariah Carey)
- We Belong Together (2005) (Mariah Carey)
- These Boots Are Made for Walkin' (2005) (Jessica Simpson)
- A Public Affair (2006) (Jessica Simpson)
- Letter To God (2006) (Courtney Love)
- Touch My Body (2008) (Mariah Carey)

- Bibsys: 4064653
- Bibliothèque nationale de France: cb14018181z (data)
- Catàleg d'autoritats de noms i títols de Catalunya: 981058510292206706
- Gemeinsame Normdatei: 137627688
- International Standard Name Identifier: 0000 0001 2102 7489
- Library of Congress Control Number: no99012176
- MusicBrainz: 91da736b-ff88-46ec-bd47-72d40d9b5f5f
- Nationale Bibliotheek van Tsjechië: jx20050506026
- Nationale Bibliotheek van Israël: 987007270733705171
- Nationale Bibliotheek van Polen: a0000002882320
- Nederlandse Thesaurus van Auteursnamen: 175359334
- SNAC: w6d806q6
- Système universitaire de documentation: 087931826
- Virtual International Authority File: 84321188
- WorldCat: E39PBJmhTQrrQcDpKgr7BQwDMP